# Kogado Studio
Kogado (工画堂?) è un'azienda giapponese fondata nel 1916 come studio di editoria e design, che dal 1960 opera nel public trading e che dal 1982 produce videogiochi. È nota per i suoi videogiochi strategici, come quelli della serie di fantascienza Schwarzschild, e per le sue visual novel.

## Videogiochi
- Choro Q Holiday Puzzle (1984)
- Cosmic Soldier (1985)
- Miracle Warriors: Seal of the Dark Lord (1986)
- Cosmic Soldier: Psychic War (1987)
- Kyōran no Ginga: Schwarzschild (1988)
- Schwarzschild II: Teikoku no Haishin (1989)
- Super Schwarzschild (1991)
- Super Schwarzschild 2 (1992)
- Schwarzschild III: Wakusei Dethperant (1992)
- Schwarzschild IV: The Cradle End (1993)
- Mōryō Senki Madara: Daikongō Rinhen (1993)
- Bakuden: Unbalance Zone (1994)
- Kisō Louga (1994)
- Power Dolls (1994)
- Record of Lodoss War (1994)
- Power Dolls 2 (1994)
- Solid Force (1995)
- Kisō Louga II: The Ends of Shangrila (1995)
- Magical Squadron (1996)
- Power Dolls FX (1996)
- Rasetsu (2001)
- Angelic Serenade (2002)
- Aoi Umi no Tristia (2002)
- Blade & Sword (2003)
- Magical Twirler Angel Rabbie (2003)
- Symphonic Rain (2004)
- Blue Blaster (2006)
- Dear Pianissimo (2006)
- Palais de Reine (2006)
- Spectrobes (2007)
- Ayashi no Miya (2008)
- Mimana Iyar Chronicle (2009)
- Shirogane no Cal to Soukuu no Joou (2010)
- Nurse Love Syndrome (2011)
- Nurse Love Addiction (2015)
- Shiro to Kuro no Alice (2017)
- Yumeutsutsu Re:Master (2019)
- Yumeutsutsu Re:Idol (2020)
- Yumeutsutsu Re:After (2020)